# Yangluozhou (köpinghuvudort i Kina, Hunan Sheng, lat 29,05, long 112,58)
Yangluozhou (kinesiska: 阳罗洲, 阳罗洲镇) är en köpinghuvudort i Kina. Den ligger i provinsen Hunan, i den södra delen av landet, omkring 100 kilometer norr om provinshuvudstaden Changsha. Antalet invånare är 39 804. Befolkningen består av 19 574 kvinnor och 20 230 män. Barn under 15 år utgör 13,0 %, vuxna 15-64 år 72 %, och äldre över 65 år 13,0 %.
Runt Yangluozhou är det ganska tätbefolkat, med 248 invånare per kvadratkilometer. Närmaste större samhälle är Nandashan, 14,0 km öster om Yangluozhou. Trakten runt Yangluozhou består till största delen av jordbruksmark.
Genomsnittlig årsnederbörd är 1 683 millimeter. Den regnigaste månaden är maj, med i genomsnitt 292 mm nederbörd, och den torraste är december, med 45 mm nederbörd.